# Singles 2000
『Singles 2000』（シングルスにせん）は、2002年4月17日に発売された中島みゆきのコレクション・アルバムである。

## 解説
- 1994年発売の『Singles II』に続く中島みゆきのシングルコレクション第3弾。ちなみに過去2作は2000年まで所属していたポニーキャニオンからリリースされたものであるが、本作は現在所属のヤマハミュージックコミュニケーションズからリリースされた[注 1]。
- 1994年5月14日にリリースされた31枚目のシングル「空と君のあいだに／ファイト!」から2000年7月19日にリリースされた37枚目のシングル「地上の星／ヘッドライト・テールライト」までのAB面を、時代を遡る形で交互に収録されている。
- 本作の収録曲はカップリングも含めてほとんどにタイアップがついており、タイアップのない楽曲は「幸せ」「目を開けて最初に君を見たい」「SE・TSU・NA・KU・TE」の3曲だけである。但し、「幸せ」は小林幸子の提供曲のセルフカバーであり、「目を開けて最初に君を見たい」は収録シングルタイトル曲のタイアップで使われたドラマで主人公とその娘のデートシーンで使われたりしていた事もあり、シングル発売当時の中島のラジオ番組による新曲紹介以外で、何ら関わりがないのは「SE・TSU・NA・KU・TE」だけである。
- 全曲リマスタリングによって音質が改善しているが、収録時間の都合上『命の別名』と『旅人のうた』と『ファイト!』の3曲はシングル収録時より短く編集されている。
- 2020年現在、中島のアルバムの中では、ディスク1枚に対する収録時間が一番長いアルバムである。
- 2013年11月20日には、またその続編である『十二単〜Singles 4〜』が発売された。

## チャート成績
- 2019年11月度末時点で総出荷枚数が1,000,756枚に達し、日本レコード協会からミリオンセラー認定を受けた[1]。

## 収録曲
- 全作詞・作曲：中島みゆき、編曲：瀬尾一三（特記以外）

1. 地上の星
  - 37枚目のシングル。『プロジェクトX〜挑戦者たち〜』主題歌。楽曲の依頼がきた際には音楽班でない別のところから依頼がきたため、中島はかなり戸惑ったらしい。オリコンの100位圏内に174週連続チャートインという記録を持つシングル。28枚目のアルバム「短篇集」にも収録されている。
2. ヘッドライト・テールライト
  - 37枚目のシングルのカップリング(両A面扱い)でリリースされた曲で、『プロジェクトX〜挑戦者たち〜』エンディングテーマ。28枚目のアルバム『短篇集』にも収録されている。
3. 瞬きもせず
  - 36枚目のシングル。シングルバージョンはアルバム初収録。同シングルのカップリングであり映画『学校III』主題歌であった「瞬きもせず (MOVIE THEME VERSION)」は今作には未収録であるが、ベストアルバム『大銀幕』には収録されている。
4. 私たちは春の中で
  - 36枚目のシングルのカップリング。映画『大いなる完』主題歌。25枚目のアルバム『わたしの子供になりなさい』、ベストアルバム『大銀幕』にも収録されている。
5. 命の別名
  - 35枚目のシングルだが、本作に収録されているものは後奏のフェードアウトのタイミングがシングルより早くなっている。ドラマ『聖者の行進』主題歌。25枚目のアルバム『わたしの子供になりなさい』とベストアルバム『大銀幕』にはアレンジが変更されたアルバムバージョンで収録されている。ちなみに「地上の星」はこの曲を聴いた『プロジェクトX』のスタッフが中島みゆきに楽曲製作を依頼して作られたものである。
6. 糸
  - 35枚目のシングルのカップリング(両A面扱い)でリリースされた曲で、元々は20枚目のアルバム『EAST ASIA』のアルバム曲として収録されていたものである。他にも、ベストアルバム『大銀幕』、『元気ですか』にも収録されている。ドラマ『聖者の行進』主題歌。
7. 愛情物語
  - 34枚目のシングル。ドラマ『はみだし刑事情熱系Part2』主題歌。25枚目のアルバム『わたしの子供になりなさい』、ベストアルバム『大銀幕』にも収録されている。
8. 幸せ
  - 34枚目のシングルのカップリング。アルバムには未収録のため、今回がアルバム初収録となる。小林幸子への提供曲のセルフカバー。
9. たかが愛
  - 33枚目のシングル。24枚目のアルバム『パラダイス・カフェ』の後発シングルカット。ドラマ『はみだし刑事情熱系』主題歌。ベストアルバム『大銀幕』にも収録されている。
10. 目を開けて最初に君を見たい
  - 33枚目のシングルのカップリング。アルバム未収録のため、今回がアルバム初収録となる。公式ではないが、シングル発売後『はみだし刑事情熱系』で主人公とその娘のデートシーンで使われていた。
11. 旅人のうた
  - 32枚目のシングル。ドラマ『家なき子2』主題歌。ベストアルバム『大吟醸』にも収録されている。本作に収録されているものはアウトロのフェードアウトのタイミングがシングルより少し早くなっている。
12. SE・TSU・NA・KU・TE
  - 32枚目のシングルのカップリング。アルバム未収録のため、今回がアルバム初収録となる。
13. 空と君のあいだに
  - 31枚目のシングル。ドラマ『家なき子』主題歌。ベストアルバム『大吟醸』にも収録されている。
14. ファイト!
編曲：井上堯之
  - 31枚目のシングルの両A面曲。元々は1983年発売のアルバム『予感』の収録曲で、1994年に住友生命のCMソングとして起用された。本作に収録されているものは、前奏部分が短く編集されている。